# Unione Sportiva Lecce 1945-1946
Questa voce raccoglie le informazioni riguardanti l'Unione Sportiva Lecce nelle competizioni ufficiali della stagione 1945-1946.

## Divise
| Casa |

## Rosa
| N. |                   | Ruolo | Calciatore        |
| -- | ----------------- | ----- | ----------------- |
|    | Italia (bandiera) | P     | Luciano Gisberti  |
|    | Italia (bandiera) | D     | Ambrogio Alfonso  |
|    | Italia (bandiera) | D     | D'Acunto          |
|    | Italia (bandiera) | D     | Piero Manfredda   |
|    | Italia (bandiera) | D     | Aldo Monsellato   |
|    | Italia (bandiera) | C     | Piazza            |
|    | Italia (bandiera) | C     | Carmelo Russo     |
|    | Italia (bandiera) | C     | Giuseppe Giorgino |
|    | Italia (bandiera) | C     | Giuseppe Salvioli |

| N. |                      | Ruolo | Calciatore              |
| -- | -------------------- | ----- | ----------------------- |
|    | Italia (bandiera)    | C     | Michele Natale          |
|    | Italia (bandiera)    | A     | Giuseppe Anguilla       |
|    | Italia (bandiera)    | A     | Raffaele Anguilla       |
|    | Italia (bandiera)    | A     | Pietro De Santis        |
|    | Italia (bandiera)    | A     | Pantaleo Magurano       |
|    | Italia (bandiera)    | A     | Aurelio Pavesi De Marco |
|    | Argentina (bandiera) | A     | Américo Menutti         |
|    | Italia (bandiera)    | A     | Otello Torri            |

## Fonte
- WLecce.it.